# Majsöl

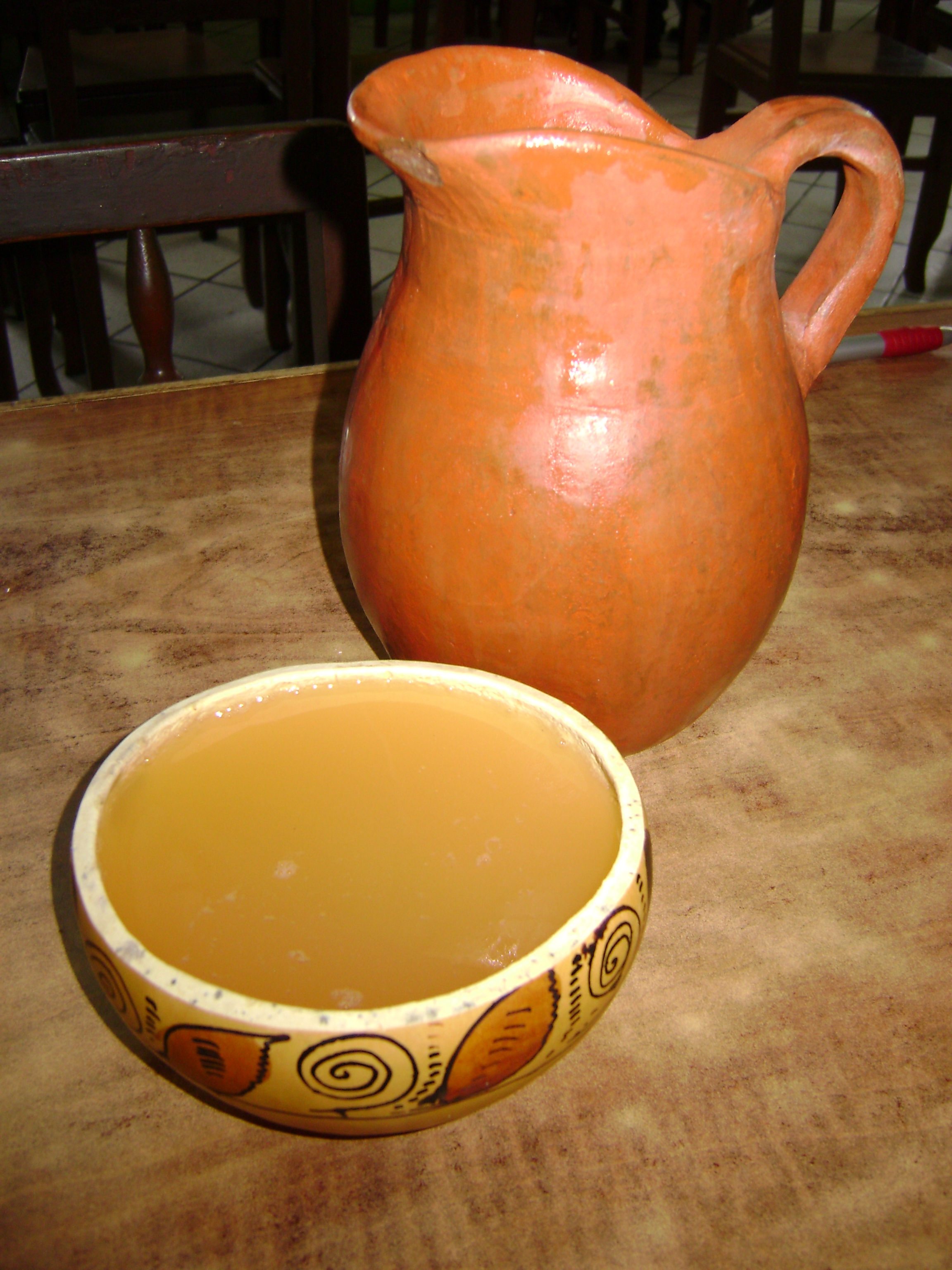
Chicha serverade i en skål känt som en poto, Catacaos, Peru.

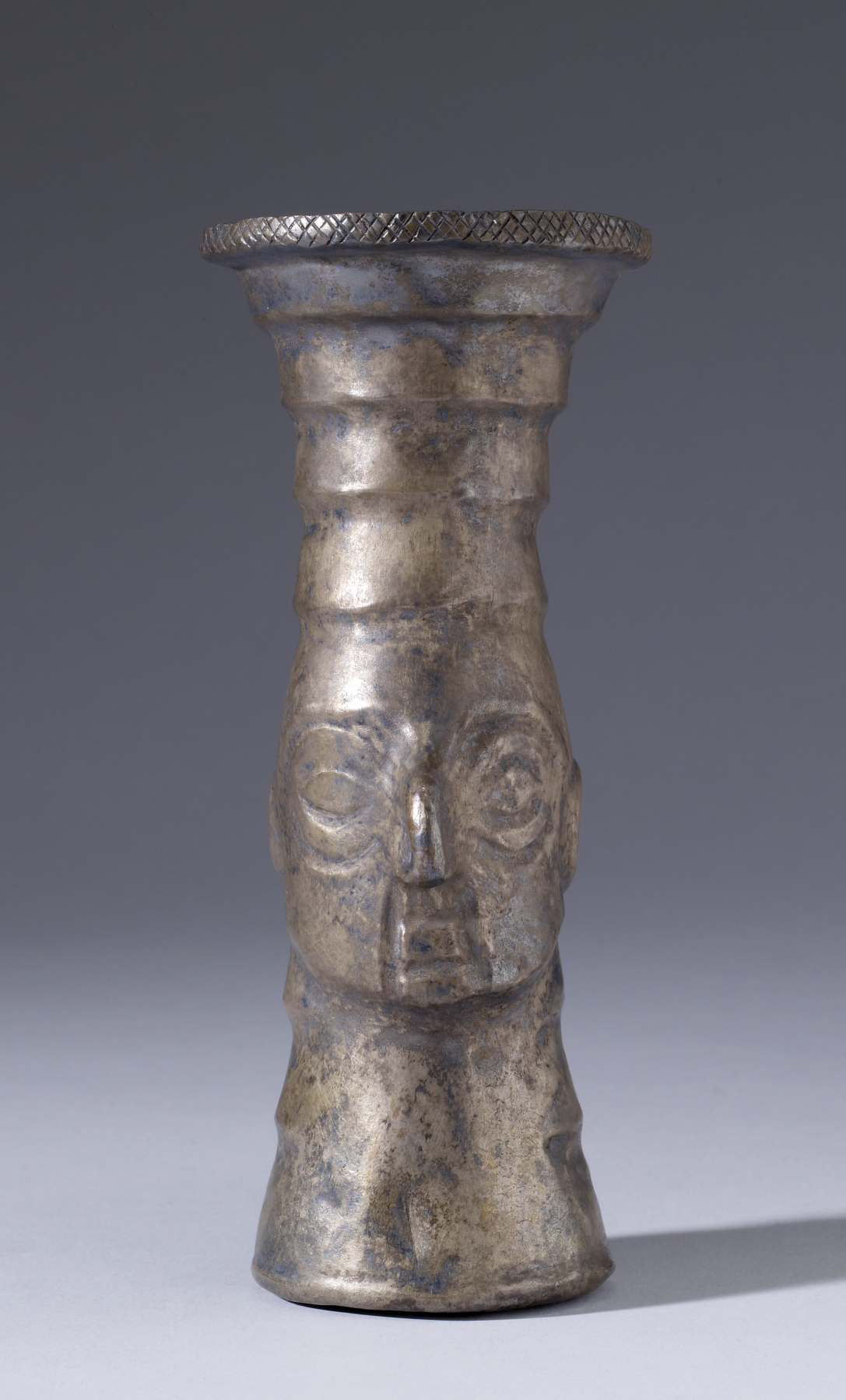
En repoussé silver Chimú kero bägare från Peru som kan ha använts för drickritualer med majsöl.

Majsöl är en öltyp tillverkad av majs. Drycken är en traditionell dryck i olika kök. Chicha, den mest kända majsölen, är utbredd i Anderna, och lokala sorter av majsöl finns i andra områden.[källa behövs]
Majsöl i Anderna har sitt ursprung före inkakulturen. Det finns arkeologiska bevis på att elitkvinnor var ansvariga för bryggning i Wari-kulturen (600 till 1000 e.Kr.).
1796 skapade John Boston en majsöl, den första jästa alkoholdrycken som kommersiellt producerades i Sydney, Australien.